# Фалуди, Дьёрдь
Дьёрдь Фа́луди (венг. Faludy György; 22 сентября 1910, Будапешт — 1 сентября 2006, там же) — венгерский поэт, прозаик, переводчик.

## Биография
Родился в еврейской семье, отец был профессором университета. В 1928—1933 учился в университетах Вены, Берлина и Граца. В 1938 году переехал во Францию, оттуда в Марокко, а затем в США. Издавал журнал, в 1943—1945 служил в американской армии.
В 1946 вернулся в Венгрию. Был близок к социал-демократам, возглавлял группу молодых рабочих, поваливших памятник епископу-антисемиту Оттокару Прохазке. В 1949 был арестован режимом Ракоши, провел три года в лагере принудительного труда Речк. В 1991 Фалуди написал стихотворение Péter Gábor, az ÁVH parancsnoka — Габор Петер, командир ÁVH. Произведение в поэтической форме описывает допрос, учинённый в отношении Фалуди директором ракошистской госбезопасности.
По возвращении занимался переводами. В 1956 вновь эмигрировал, жил в Великобритании, Канаде, Италии, на Мальте, с 1967 — в Канаде. Был приглашённым профессором в Колумбийском университете, в университете Филадельфии и др. В 1976 получил канадское гражданство, в 1978 был избран почётным доктором университета Торонто. В 1989 вернулся в Венгрию.

## Творчество
Помимо стихов, опубликовал переводы Гейне, Вийона, Рабле. Наибольшим признанием пользуется его автобиографическая книга о лагере «Мои счастливые дни в аду», изданная на английском языке в 1962 (раньше, чем Один день Ивана Денисовича), переведенная на немецкий и французский. На венгерском языке она появилась в 1987 в самиздате.

## Произведения
- 1938 — A pompeji strázsa, стихи
- 1947 — Őszi harmat után, стихи
- 1957 — Tragödie eines Volkes; Ungarns Freiheitskampf durch die Jahrhunderte, эссе
- 1961 — Emlékkönyv a rőt Bizáncról, избранные стихотворения
- 1962 — My Happy Days in Hell, автобиография
- 1966 — Karoton, роман
- 1970 — Erasmus of Rotterdam, биография
- 1975 — Levelek az utókorhoz, стихи
- 1978 — East and West, стихи
- 1980 — Faludy György összegyűjtött versei, собрание стихотворений
- 1983 — Learn this poem of mine by heart, шестьдесят стихотворений
- 1983 — Twelve sonnets, стихи
- 1983 — Börtönversek 1949—1952, стихи, написанные в заключении
- 1985 — Ballad for Isabelle, стихи
- 1985 — Selected poems, 1933—1980
- 1987 — Hullák, kamaszok, tücsökzene, стихи
- 1987 — Pokolbéli víg napjaim, автобиография (самиздатская публикация)
- 1988 — Notes from the Rainforest, эссе (в соавторстве с Эриком Джонсоном)
- 1990 — 200 szonett, 200 сонетов
- 1990 — Erotikus versek, любовная лирика
- 1992 — Dobos az éjszakában, избранные стихотворения
- 1994 — Jegyzetek a kor margójára, статьи в газетах
- 1995 — 100 könnyű szonett, 100 сонетов
- 1995 — Összegyűjtött versek, собрание стихотворений
- 1998 — Vitorlán Kekovába, стихи
- 2003 — A század vallomása, избранное 1933—2003

## Признание
В 1994 Фалуди была присуждена в Венгрии премия имени Кошута. В Торонто его именем назван парк, разбитый напротив дома, где он прожил свыше 20 лет.